# Stoenești
Stoenești es una comuna ubicada en el distrito de Olt, Rumania.

## Superficie
Posee una superficie de 35,31 kilómetros cuadrados.

## Demografía
Hasta 2021 la población era de 2172 habitantes, con una densidad de población de 61,51 habitantes por kilómetro cuadrado.